# Sant Martí de Taüll
Sant Martí de Taüll era una església romànica de la localitat de Taüll al terme municipal de la Vall de Boí, dins de l'antic terme de Barruera.

## Particularitats

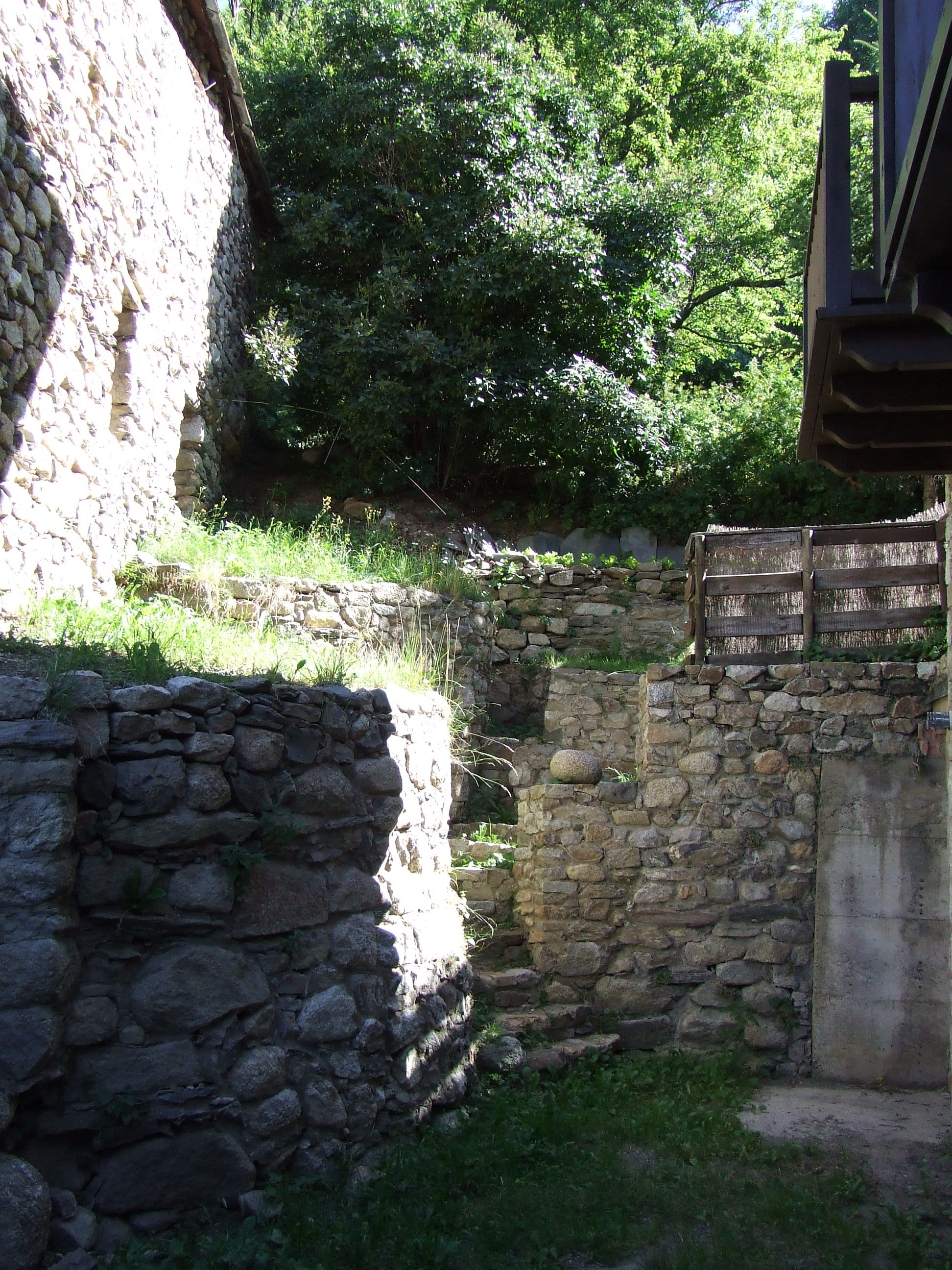
Els absis conservats

Es troba a la part sud-oriental del centre del nucli vell de Taüll, a mig camí de Santa Maria i de Sant Climent de Taüll. Possiblement havia estat la primitiva església parroquial, anteriorment a la construcció de les altres dues.
Aquesta església, o les seves restes, foren colgades en part per una esllavissada en el segle xix, a més d'haver estat transformada la nau en escola, de manera que va quedar del tot transformada i desfigurada.
Vers l'any 1970 tornaren a sortir a la llum dos dels seus absis (el septentrional és del tot perdut), però no es conserven prou elements per a poder reconèixer-hi un temple de tres naus i tres absis, o d'una església d'una sola nau amb capçalera triabsidal amb planta de creu llatina. A més, només l'absis central presenta restes d'arcuacions llombardes, i la unió entre els dos absis conservats (el central i el meridional) no presenta una perfecta continuïtat, cosa que fa suposar que era una església bastant primitiva que les altres dues de Taüll.